# Lauri Kristian Relander
Lauri Kristian Relander, född 31 maj 1883 i Kronoborg, Karelen (i nuv. Ryssland), död 9 februari 1942 i Helsingfors, var republiken Finlands andra president åren 1925–1931. Relander tillhörde agrarförbundet, nuvarande Centerpartiet.

## Biografi
Relander döptes till Lars Kristian men kom senare att förfinska sitt första förnamn till Lauri. Han var son till agronomen Evald Kristian Relander och Gertrud Maria Olsoni. Han studerade agronomi vid Helsingfors universitet. Han engagerade sig politiskt och satt i Finlands riksdag 1910–1913 och 1917–1920. 
Under sin ämbetstid var Relander mån om att utjämna klyftorna i samhället, särskilt mellan den segrande sidan i inbördeskriget och arbetarrörelsen. Han intog också en medlande hållning i språkfrågan mellan svenska och finska. Relander reste ofta till grannländerna och fick därför öknamnet Reslander och på finska Reissu-Lasse. Relander fick två barn Maja-Lisa och Ragnar Relander.
Han efterträddes av Pehr Evind Svinhufvud. Efter sin avgång verkade Relander som VD för försäkringförlaget Suomen maalaisten keskinäinen palovakuutusyhtiö.
Han är begravd på Sandudds begravningsplats i Helsingfors.

## Utmärkelser
- Kommendörstecknet av Finlands Vita Ros’ orden,  18 juli 1919[3]
- Storkorset med kedja av Finlands Vita Ros orden,  2 mars 1925[4]
- Frihetskorset (Estland),  29 april 1925[5]
- Kungliga Serafimerorden,  19 juni 1925[6]
- Tre Stjärnors orden, första klass,  15 maj 1926[7]
- Storkors med kedja av Sankt Olavs orden,  4 oktober 1926[8]
- Elefantorden,  7 oktober 1926[9]
- Storkorset med kedja av Tre Stjärnors orden,  14 november 1928[10]
- Vita örnens orden,  6 december 1929[11]
- 1:a graden av Örnkorsets orden,  6 juni 1930[12]
- Storkors av Leopoldorden,  9 februari 1931[13]
- Skyddskårens järnförtjänstkors[14]
- Storkorsriddare av Sankt Mauritius och Sankt Lazarusorden[14]

[Redigera Wikidata]